# Лехер, Отто
Отто Лехер (нем. Otto Lecher; 1861—1939) — австрийский юрист и политик; депутат Национального совета Австрии.

## Биография
Отто Лехер родился 6 января 1861 года в Вене; сын писателя и журналиста Конрада Захариаса Лехера (нем. Konrad Zacharias Lecher; 1829-1905), издателя и главного редактора газеты «Die Presse»; брат физика Эрнста Лехера (1856—1926). Изучал право в университете родного города; получил докторскую степень.
Избранный в 1897 году депутатом, как член немецко-прогрессистской партии, он принял деятельное участие в обструкции против министерства Казимира Феликса Бадени.
28—29 октября 1897 года Лехер произнёс в рейхсрате речь о соглашении с Венгрией, длившуюся 12 часов подряд, и составляющую наиболее полное и яркое выражение взглядов немецких либералов Австрии на венгерский вопрос (отдельное издание: «Lechers Zwölf-Stunden Rede gegen das ungarische Ausgleichs-Provisorium», с портретом Лехера, Брюнн, 1897). После этой речи Отто Лехер стал одним из самых видных лидеров своей партии. 
Среди его трудов выражающих политические взгляды автора наиболее известны следующие: «Der Kampf gegen die Sprachverordnungen» (Знаим, 1897); «Der Ausgleich mit Ungarn und die neue Taktik» (Нейтитшен, 1899); «Die Wahrheit über die Katholische Volkspartei» (Инсбрук, 1898); «Die Fortsetzung der österreichischen Valuta-Regulierung» (Вена, 1896).
Отто Лехер умер 20 января 1939 года в Леопольдове (Чехия).